# Bert Van Lerberghe
Bert Van Lerberghe (Courtrai, 29 settembre 1992) è un ciclista su strada belga che corre per la Soudal Quick-Step. È professionista dal 2015.

## Palmarès
- 2010 (Juniores)

Prologo Sint-Martinusprijs Kontich (Kontich)
- 2012 (Jong Vlaanderen-Bauknecht, due vittorie)

Torhout-Wijnendale
Deerlijk-Belgiek
- 2014 (EFC-Omega Pharma-Quick Step, una vittoria)

Bachte-Maria-Leerne

### Altri successi
- 2009 (Juniores)

4ª tappa Sint-Martinusprijs Kontich (Kontich, cronosquadre)
- 2012 (Jong Vlaanderen-Bauknecht)

Classifica giovani Tour du Loir-et-Cher
- 2023 (UAE Emirates)

4ª tappa UAE Tour (Khalifa port, cronosquadre)

## Piazzamenti

### Grandi Giri
- Giro d'Italia

2022: 146º
- Tour de France

2025: 147º
- Vuelta a España

2021: 137º

### Classiche monumento
- Milano-Sanremo

2018: 149º
2019: 153º
- Giro delle Fiandre

2015: 107º
2016: ritirato
2017: 114º
2018: 86º
2019: 111º
2021: 75º
2022: ritirato
2024: ritirato
2025: ritirato
- Parigi-Roubaix

2016: 42º
2017: 30º
2018: 70º
2019: ritirato
2021: 56º
2023: ritirato
2025: ritirato

### Competizioni continentali
- Campionati europei

Herning 2017 - In linea Elite: 77º
Monaco di Baveira 2022 - In linea Elite: 24º
- Campionati europei gravel

Belgio 2023 - Elite: 7º